# Scoglio Benussi
Lo scoglio Benussi, Obenusich o Obenusk (in croato Benušić) è uno scoglio disabitato della Croazia situato a sud dell'isola di Isto.
Amministrativamente appartiene alla città di Zara, nella regione zaratina.

## Geografia
Lo scoglio Benussi si trova a sudovest dell'ingresso della Bocca di Zapuntello (prolaz Zapuntel), 255 m a sudest di punta Benussi (rt Benuš) sull'isola di Isto, e 1,225 km a ovest di Melada. Nel punto più ravvicinato, punta Darchio (Artić) nel comune di Brevilacqua, dista dalla terraferma 27,2 km.
Benussi è uno scoglio rotondo dal diametro di circa 70 m; ha una superficie di 5937 m² e uno sviluppo costiero di 0,283 km. Al centro, raggiunge un'elevazione massima di 5 m s.l.m..

### Isole adiacenti
- Cernicova (Črnikovac), isolotto ovoidale situato 960 m a ovest di Benussi.
- Petroso (Kamenjak), isolotto triangolare situato 780 m a sud-sudovest di Benussi.
- Isolotto del Conte (Knežačić), isolotto ovale situato 1,4 km a sudest di Benussi.

### Cartografia
- (HR) Mappa topografica della Croazia 1:25000, su preglednik.arkod.hr.